# El diario de lady M.
El diario de lady M. (en francés: Le journal de Lady M) es una película de drama erótico suiza de 1993 dirigida por Alain Tanner. La película fue seleccionada como la entrada suiza a la Mejor Película en Lengua Extranjera en la 66.ª edición de los Premios Óscar, pero no fue nominada.

## Sinopsis
En París, una noche de tormenta, Diego, un pintor catalán, conoce a M., cantante de un grupo musical femenino. Dos semanas después, M., que no ha podido olvidar a Diego, va a buscarlo a Barcelona. Le abre la puerta de la casa una chica negra. En cuanto Diego la ve, decide irse de viaje con ella, y viven un romance apasionado mientras recorren carreteras y pequeños pueblos catalanes. Sin embargo, un día, M. descubre que la chica negra es la mujer de Diego y, además, que el pintor tiene una hija.

## Reparto
- Myriam Mézières como M
- Juanjo Puigcorbé como Diego
- Félicité Wouassi como Nuria